# Jules Béhier
Pour les articles homonymes, voir Béhier.
Jules Louis Félix Béhier, né le 26 août 1813 et mort le 7 mai 1876 à Paris, est un médecin français, professeur de clinique médicale à l'Hôtel-Dieu de Paris, membre de l'Académie de médecine et de la Société anatomique de Paris.

## Aperçu biographique
Louis Félix Jules Béhier commence ses études en tant qu'externe en médecine en 1833 puis interne en 1834. Il obtient son doctorat en 1873 avec pour thèse Recherches sur quelques points de pathologie.
Professeur à l'Hôtel-Dieu de Paris, il a une réputation d'enseignant brillant. Il est le médecin personnel du roi Louis-Philippe Ier.
Il est enterré au Cimetière du Père-Lachaise,.
Il est le fondateur du premier laboratoire d'anatomie pathologie de l'Hôtel-Dieu avec son collègue Richet de clinique chirurgicale,
Il est connu pour avoir introduit en France une méthode anglaise de traitement de la pneumonie par l'alcool et de traitement de la fièvre typhoïde par l'eau froide. Il fera également connaître les travaux de Rosenstein, Niemeyer et Traube.

## Distinctions
- Commandeur de la Légion d'honneur (1872)

## Œuvres et publications
- Recherches cliniques sur quelques points de pathologie, [Thèse de Médecine, Paris, 1837], Impr. Rignoux, 1837.
- Études sur la maladie dite fièvre puerpérale, [lettres adressées à Monsieur le professeur Trousseau], aux bureaux de l'"Union médicale" (Paris), 1858, In-8° , 204 p., lire en ligne sur Gallica.
- Rapport sur une brochure intitulée "Réponse à la note scientifique sur la doctrine homoeopathique", [publié par la] Société médicale du 1er arrondissement , Paris, impr. de F. Malteste , 1858, 1 vol. (74 p.) ; in-8.
- Conférences de clinique médicale faites à la Pitié : 1861-1862, [recueillies par MM. Menjaud et Adrien Proust, et revues par J. Béhier], Paris , P. Asselin, 1864, 1 vol., 702 p.
- Exposé des titres et travaux scientifiques de M. Béhier, Paris, Typ. Hennuyer et Fils, 1866, Texte intégral.
- De l'Antagonisme réciproque de l'opium et de la belladone, impr. de F. Malteste (Paris), 1859, In-8° , 8 p., lire en ligne sur Gallica.
- Discours prononcé aux obsèques de M. Grisolle, impr. de Crété (Corbeil), 1869, In-8°, 7 p., lire en ligne sur Gallica.
- Pleurésies à épanchements modérés. Thoracentèse avec trocarts capillaires et aspiration ; appareils divers[Extrait de la Gazette des hôpitaux, leçon faite à la Clinique de l'Hôtel-Dieu le 15 avril 1872, par M. le professeur Bréhier, recueillie par H. Liouville et Landrieux], Paris , imp. A. Pougin, 1873, 1 vol. (48 p.) ; 22 cm
- Étude de quelques points de l'urémie (clinique, théories, expériences), [Leçons faites à l'Hôtel-Dieu, les 12 et 14 mars 1874, par M. le professeur Béhier, recueillies par H. Liouville, et I. Strauss],aux bureaux du Progrès médical (Paris), 1873, In-8° , 25 p., lire en ligne sur Gallica.
- Du Scorbut, [Leçons faites à l'Hôtel-Dieu de Paris], Paris , F. Malteste, 1874, 1 vol. (28 p.) ; In-8.
- Transfusion du sang opérée avec succès chez une jeune femme atteinte d'une anémie grave consécutive à ses pertes utérines, [leçon recueillie par le Dr Liouville et le Dr Strauss], Paris , O. Doin, 1874.
- Cancer du rein[Leçon clinique à l'Hôtel-Dieu de Paris], [S.l.], [s.n.], [Extrait de l'Union médicale 1875. Paris], typ. F. Malteste, 1875.

En collaboration
- avec Alfred Hardy: Traité élémentaire de pathologie interne,Labé (Paris), 1850-1858:

1. Tome premier Texte intégral.
2. Tome deuxième Texte intégral